# فيناي تيواري
فيناي تيواري هو سياسي هندي، ولد في 14 ديسمبر 1969. نشط حزبياً في سماجوادي.